# Oxyagrion miniopsis
Oxyagrion miniopsis – gatunek ważki z rodziny łątkowatych (Coenagrionidae). Występuje na terenie Ameryki Południowej.